# Медаль Торгового флота за войну 1939—1945
Медаль Торгового флота за войну 1939—1945 (пол. Medal Morski Polskiej Marynarki Handlowej za Wojne 1939-1945) была учреждена Указом Президента польского эмигрантского правительства в Лондоне от 3 июля 1945 года.

## История
Медаль относилась к разряду памятных наград и имела одну степень.
Ею награждались участники минувшей войны - моряки Польского торгового флота.
Награждение могло производиться до четырех раз. При повторном и т.д. награждении вместо очередной медали награждённому вручался Диплом и металлический поясок для крепления к ленте.
Поясок имел вид гладкой матовой пластинки, выполненной из посеребренного металла, с полированными краями и с тиснением в виде дубовых ветвей посредине. Ширина пояска 8 мм.
Необходимым условием для первого награждения медалью являлось 6 месяцев непрерывной службы на кораблях торгового флота, непосредственно участвовавших в боевых действиях. Для моряков вспомогательных кораблей срок непрерывной службы составлял 12 месяцев. При повторном награждении медалью срок удваивался. На основании представлений капитанов кораблей торгового флота, Президент принимал решение о награждении медалями за образцовое выполнение служебных обязанностей во время боевых походов без учета срока службы награждаемого на кораблях.
Медаль торгового флота носилась на левой стороне груди.

## Описание
Медаль торгового флота круглая диаметром 36 мм, изготавливалась из посеребренного металла.
На лицевой стороне медали в центре помещено изображение якоря, на фоне которого размещен геральдический щит с изображением польского коронованного орла. Вокруг якоря венок из ветвей лавра.
На оборотной стороне медали в четыре строки расположена рельефная надпись: "POLSKA / SWEMU / MARYNARZOWI". Над текстом - маленький пирамидальный ромбик. Под текстом - две ветви лавра, перевитые лентой.
В верхней части медали имеется ушко с кольцом, с помощью которого она крепится к ленте.

## Лента
Лента медали шелковая муаровая темно-синего цвета шириной 37 мм с четырьмя продольными полосками белого цвета (по две с каждой стороны). Ширина белых полосок 2,5 мм каждая.